# Subbeleden
Subbeleden är en förlängning söderut av Strandpromenaden i Varbergs kommun, Hallands län. 
Leden utgår i norr från Comwell Varbergs Kurort, passerar Subbe fyr och följer havet till Stora Apelviken. Den är öppen för gång- och cykeltrafik. 
Namngivningen är något oklar, då såväl 'Subbeleden' som 'Kurortspromenaden' har använts. Möjligen har "Subbe-" tolkats som den manliga formen av 'subba', varför ett "snyggare" och mera turistvänligt namn tillkommit.